# 片桐貞隆
片桐貞隆（日语：／ Katagiri Sadataka，1560年7月25日—1627年11月8日），日本戰國時代至江戶時代前期的武將、大名。大和國小泉藩的初代藩主。
片桐直貞的次男，片桐且元為其兄長。21歳時與兄長共同侍奉豊臣秀吉，領有播磨150石。之後的小田原征伐、文禄之役都有從征，並受封播磨國内1萬石。秀吉死後與兄長共同侍奉豊臣秀賴。慶長5年（1600年）關原之戰加入西軍，並參加大津城之戰，但所領獲得安堵。慶長19年（1614年）6月，與大野治長共同向徳川家康要求加封五千石予秀賴，分別前往駿府面見大御所家康，然後前往江戸面見將軍徳川秀忠。然而，大坂發生方廣寺鐘銘事件，被懷疑與家康内通，與兄長都離開豊臣氏，轉投靠家康，大坂夏之陣後，1615年，受封大和國小泉1萬6千石知行。